# 지아 칸
지아 칸(영어: Jiah Khan, 힌디어: जिया ख़ान, 1988년 2월 20일 ~ 2013년 6월 3일)은 인도의 배우, 가수이다.